# 遠藤ゆり子
遠藤ゆり子（えんどう ゆりこ、1970年- ）は、日本史学者。学位は、博士（史学）。淑徳大学人文学部歴史学科教授。専門は日本中世史で、主に戦国時代の南東北地方を研究対象とする。

## 人物・来歴
山形県生まれ。2005年立教大学大学院文学研究科博士課程後期課程修了、「中近世移行期の地域社会」で博士（史学）の学位を取得。弘前学院大学社会福祉学部専任講師、淑徳大学人文学部歴史学科准教授をへて教授。中世東北史が専門。

## 著書
- 『戦国時代の南奥羽社会 大崎・伊達・最上氏』吉川弘文館 2016 オンデマンド版　2022年10月　ISBN　9784642729307
- 『中近世の家と村落 フィールドワークからの視座』岩田書院 2017

### 共編著
- 『再考中世荘園制』蔵持重裕,田村憲美共編 岩田書院 2007
- 『産金村落と奥州の地域社会 近世前期の仙台藩を中心に』池享共編 岩田書院 2012
- 『東北の中世史 〈４〉 伊達氏と戦国争乱』編 吉川弘文館 2016 ISBN　9784642064958
- 『戦国大名伊達氏 (シリーズ・中世関東武士の研究 編著. 戎光祥出版, 2019.4

## 論文
- <遠藤ゆり子